# Bernhard Langer

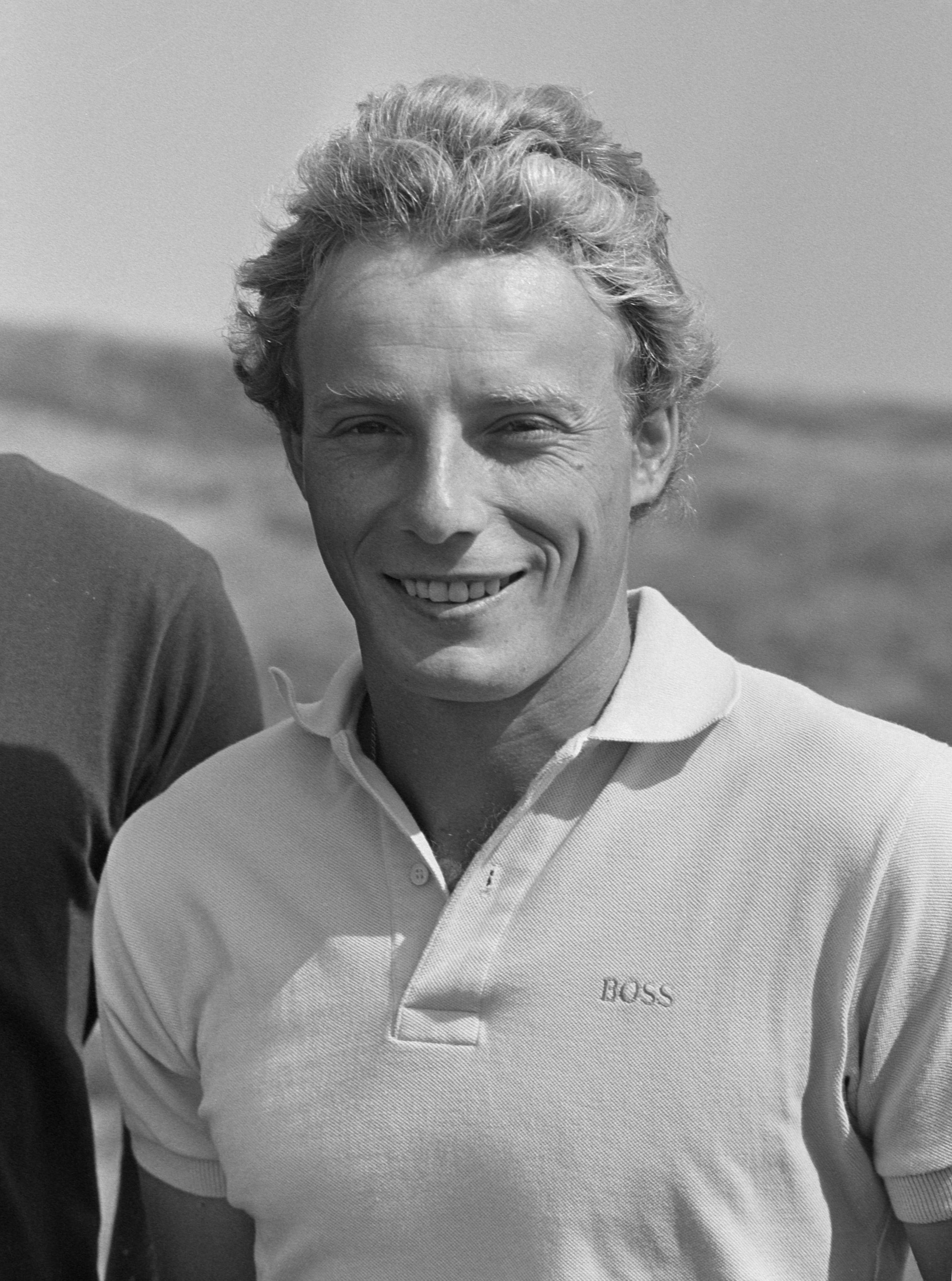
Bernhard Langer in Noordwijk in 1985

Bernhard Langer OBE (Anhausen, 27 augustus 1957) is een Duitse golfspeler. Hij werd in 1976 professional, zonder voorgaande amateurscarrière.

## Majors

#### De Masters
In 1985 won Langer de Masters op Augusta en de week erna de Sea Pines Heritage, beiden in de VS. 

Sinds zijn overwinning op Augusta speelde hij daar ieder jaar weer en behaalde nog enkele top 10-plaatsen (1987, 1988, 1990) totdat hij in 1993 het evenement nogmaals won.

#### Het Open
In 1978 speelde hij voor het eerst mee aan het Britse Open. In 1981 en 1984 eindigde hij daar als 2de, in 1985 op de 3de plaats.
In 2007 speelde hij weer op het KLM Open, ditmaal speelde zijn 17-jarige zoon Stefan ook mee. Vader Langer scoorde 67 in de eerste ronde. Zijn zoon, die handicap +1 heeft, maakte een ronde van 98. Aan het einde van die week werd Bernhard Langer 50 jaar.

## Andere successen
Langer heeft 81 overwinningen op zijn naam staan, verspreid over alle continenten, waarvan 40 op de Europese Tour, en 13x het Nationaal Kampioenschap Strokeplay in Duitsland. 

Hij speelde 10x in het Ryder Cup Team, en was captain van dat team toen het Europese team in 2004 won.
In Nederland wint hij driemaal het Open, in 1984 op de Rosendaelsche Golfclub en in 1992 en 2001 op de Noordwijkse Golfclub. De overwinning in 2001 behaalt hij door in een play-off Engelsman Warren Bennett te verslaan. Op 25 juli 1991 zet hij een baanrecord neer op de Noordwijkse Golfclub, met een totaal van 63.
In 1992 gebeurt wat merkwaardigs: Langer speelt in de laatste partij, en hij of zijn medespeler Michael McLean zullen winnen, tenzij ze boven par spelen. Op de green van de 18e hole maakt Langer zijn hole af, zodat de laatste put door McLean kan worden gemaakt, die zal winnen als hij hem maakt. Dat gebeurt, en het publiek begint te juichen, maar een referee maant tot stilte. Beide spelers worden meegenomen naar de televisiebus. Iemand heeft thuis op televisie gezien dat McLean een takje in de rough heeft verlegd. De meelopende referees hadden niets gezien, maar de beelden zijn vrij duidelijk. De speler herinnert zich niets maar kan het ook niet ontkennen, en krijgt een strafslag. Langer wint het Open. Voor Langer is het de zoveelste overwinning, maar voor McLean zou het de eerste keer zijn geweest.

## De yips
Langer heeft vaak te kampen gehad met de 'yips', dan gaat het putten slecht. Hij heeft vergeefs geprobeerd of het veranderen van zijn grip zou helpen, en is toen met een veel langere putter gaan spelen.
Langers vrouw is Amerikaanse, ze hebben een huis in Anhausen en een huis in Florida, waar ze sinds Langer 50 werd, permanent wonen, zodat hij de Champions Tour kan spelen. Ruim 22 jaar had Langer dezelfde caddie, Pete Coleman. Deze stopte, omdat hij zelf liever in Europa bleef.

## Gewonnen

### Europese Tour
- 1980: Dunlop Masters
- 1981: German Open, Bob Hope British Classic
- 1982: Lufthansa German Open na play-off tegen Bill Longmuir
- 1983: Italian Open na play-off tegen Seve Ballesteros en Ken Brown, Glasgow Golf Classic, St Mellion Timeshare TPC
- 1984: Peugeot Open de France, KLM Dutch Open, Carroll's Irish Open, Benson & Hedges Spanish Open
- 1985: Masters, Lufthansa German Open, Panasonic European Open
- 1986: German Open na play-off tegen Rodger Davis, Lancôme Trophy na play-off tegen Severiano Ballesteros, eerste Official Golf World Ranking
- 1987: Whyte & Mackay PGA Championship, Carroll's Irish Open
- 1988: Epson Grand Prix of Europe 4 & 3  Mark McNulty
- 1989: Peugeot Spanish Open, German Masters
- 1990: Cepsa Madrid Open, Austrian Open na play-off tegen Lanny Wadkins
- 1991: Benson & Hedges International Open, Mercedes German Masters na play-off tegen Rodger Davis
- 1992: Heineken Dutch Open na play-off tegen Gordon Brand Jr., Honda Open
- 1993: Masters, Volvo PGA Championship, Volvo German Open
- 1994: Murphy's Irish Open, Volvo Masters
- 1995: Volvo PGA Championship, Deutsche Bank Open TPC of Europe, Smurfit European Open na play-off tegen Barry Lane
- 1997: Conte Of Florence Italian Open, Benson & Hedges International Open, Chemapol Trophy Czech Open, Linde German Masters
- 2001: The TNT Open na play-off tegen Warren Bennett, Linde German Masters
- 2002: Volvo Masters Andalucia tie met Colin Montgomerie

### Senior Tour
- 2008: Casa Serena Open
- 2010: The Senior Open Championship, US Senior Open
- 2014: The Senior Open Championship

### Amerikaanse Tour
- 1985: Masters, Sea Pines Heritage
- 1993: Masters

### Champions Tour
- 2007: Administaff Small Business Classic.
- 2008: Toshiba Classic na play-off tegen Jay Haas, Ginn Championship Hammock Beach Resort, Administaff Small Business Classic, Player of the Year
- 2009: Mitsubishi Electric Championship at Hualalai, Liberty Mutual Legends of Golf (met Tom Lehman) na play-off tegen Jeff Sluman en Craig Stadler, Triton Financial Classic, 3M Championship, Player of the Year
- 2010: Allianz Championship na play-off tegen John Cook, Outback Steakhouse Pro-Am, The Senior Open Championship, US Senior Open,  Boeing Classic
- 2011: The ACE Group Classic
- 2012: 3M Championship, SAS Championship
- 2013: ACE Group Classic, Greater Gwinnett Championship
- 2014: Mitsubishi Electric Championship at Hualalai, Insperity Invitational, Senior Players Championship, The Senior Open Championship, Dick's Sporting Goods Open
- 2015: Senior Players Championship, San Antonio Championship

### Japan Golf Tour
- 1983: Casio World Open (Japan Golf Tour)

### Nationaal Open
Als amateur won Bernhard Langer reeds het Duitse Nationaal Open, als professional won hij het daarna nog twaalf keer: in 1975, 1977, 1979, 1984, 1985, 1986, 1987, 1988, 1989, 1990, 1991 en 1992.

### Elders
- 1979: Cacharel World Under-25s Championship
- 1980: Colombia Open
- 1983: Johnnie Walker Tournament
- 1985: Australian Masters, Million Dollar Challenge (Zuid-Afrika)
- 1991: Hong Kong Open, Sun City Million Dollar Challenge (Zuid-Afrika)
- 1996: Alfred Dunhill Masters (Hong Kong)
- 1997: Argentina Masters
- 2005: MBNA WorldPoints Father/Son Challenge (met Stefan)
- 2006: Del Webb Father/Son Challenge (met Stefan)

### Teams
- Ryder Cup: 1981, 1983, 1985 (winnaars), 1987 (winnaars), 1989 (tied), 1991, 1993, 1995 (winnaars), 1997 (winnaars), 2002 (winnaars), 2004 (non-playing captain - winnaars)
- WGC-World Cup (namens Duitsland): 1976, 1977, 1978, 1979, 1980, 1990 (winnaars), 1991, 1992, 1993 (individueel winnaar), 1994, 1995, 1996, 2006 (winnaars met Marcel Siem)
- Alfred Dunhill Cup: 1992, 1994, 2000
- Four Tours World Championship: 1985 (captain), 1986 (captain), 1987 (captain), 1989 (captain), 1990
- Hennessy Cognac Cup: 1976, 1978, 1980, 1982 (captain)
- Seve Trophy: 2000 (winners)
- UBS Cup: 2001, 2002

## Onderscheiden
- OBE
- Silbernes Lorbeerblatt (Silver Bay Laurel, hoogste Duitse sportonderscheiding)
- Bundesverdienstenkreuz